# Records du Sénégal d'athlétisme

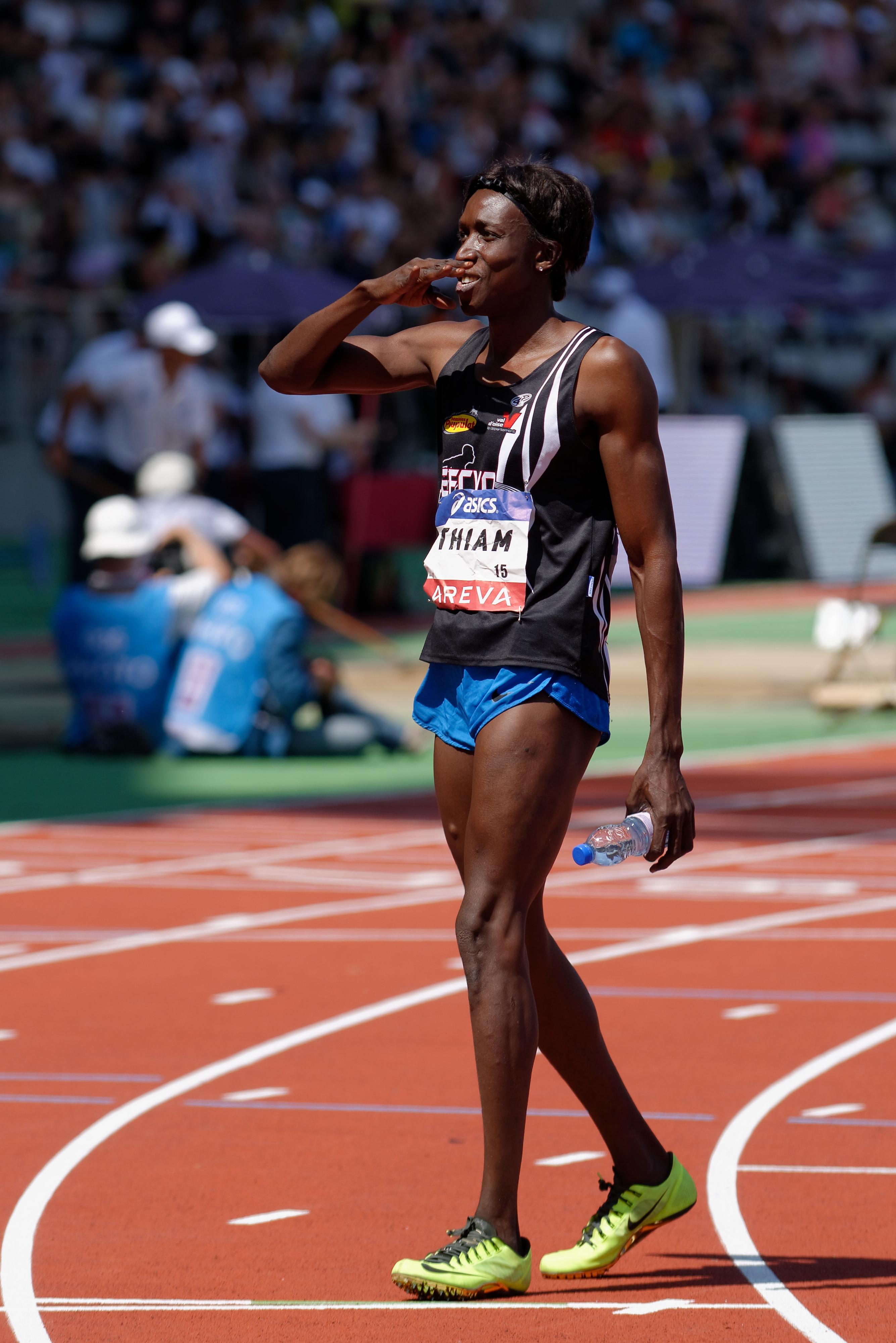
Amy Mbacké Thiam a été championne du monde à Edmonton.

Les records du Sénégal d'athlétisme sont les meilleures performances réalisées par des athlètes sénégalais et homologuées par la Fédération sénégalaise d'athlétisme.

## Plein air

### Hommes
| Épreuve              | Record | Athlète                                                                          | Date              | Compétition                       | Lieu                 | Réf.  |
| -------------------- | --- | -------------------------------------------------------------------------------- | ----------------- | --------------------------------- | -------------------- | ----- |
| 100 m                | 10 s 03 (+0,5 m/s) | Mamadou Fall-Sarr                                                                | 28 juin 2025      | Meeting de Carquefou              | Carquefou            | [ 1 ] |
| 200 m                | 20 s 21 (+0,6 m/s) A | Oumar Loum                                                                       | 1er juillet 2000  |                                   | Mexico               |       |
| 400 m                | 44s 96 A | Cheikh Tidinane Diouf                                                            | 4 août 2024       | Jeux olympiquess                  | Paris                |       |
| 800 m                | 1 min 44 s 06 | Moussa Fall                                                                      | 17 août 1988      | Weltklasse Zürich                 | Zurich               |       |
| 1 000 m              | 2 min 18 s 06 | Babacar Niang                                                                    | 18 août 1983      |                                   | Grosseto             |       |
| 1 500 m              | 3 min 38 s 88 | Mor Seck                                                                         | 15 juillet 2014   | Gran Premio Estivo del Mezzofondo | Trente               | [ 2 ] |
| 3 000 m              | 8 min 12 s 65 | Cheik Ameth Tidiane Boye                                                         | 16 juin 1995      |                                   | Sotteville-lès-Rouen |       |
| 5 000 m              | 14 min 29 s 7 | Moussa Bâ                                                                        | 4 avril 1991      |                                   | Dakar                |       |
| 10 000 m             | 30 min 15 s 17 | Ibrahima Gning                                                                   | 22 juin 2007      |                                   | Dakar                |       |
| Semi-marathon        | 1 h 06 min 48 s | Cheikh Ndiaye                                                                    | 13 mars 2004      |                                   | Dakar                | [ 3 ] |
| Marathon             | 2 h 25 min 1 s | Samba Faye                                                                       | 14 février 2016   |                                   | Dakar                | [ 4 ] |
| 110 m haies          | 13 s 18 (+1,0 m/s) | Louis François Mendy                                                             | 1er juillet 2023  |                                   | Troyes               | [ 5 ] |
| 400 m haies          | 47 s 23 | Amadou Dia Bâ                                                                    | 25 septembre 1988 | Jeux olympiques                   | Séoul                |       |
| 3 000 m steeple      | 8 min 58 s 13 | Boubacar Sabaly                                                                  | 3 juillet 2016    |                                   | Castellón            |       |
| Saut en hauteur      | 2,26 m | Moussa Sagna Fall                                                                | 9 juillet 1982    |                                   | Paris                |       |
| Saut à la perche     | 5,21 m | Karim Sène                                                                       | 23 août 2003      |                                   | Fribourg             |       |
| Saut en longueur     | 8,46 m (+1,8 m/s) | Cheikh Tidiane Touré                                                             | 15 juin 1997      |                                   | Bad Langensalza      |       |
| Triple saut          | 17,07 m (+1,7 m/s) A | Ndiss Kaba Badji                                                                 | 3 mai 2008        | Championnats d'Afrique            | Addis-Abeba          |       |
| Lancer du poids      | 16,44 m | Lamine Badji                                                                     | 28 août 1982      | Championnats d'Afrique            | Le Caire             |       |
| Lancer du disque\|   | 56,72 m | Ibrahima Guèye                                                                   | 7 mai 1978        |                                   | Dakar                |       |
| Lancer du marteau    | 52,40 m | Adama Camara                                                                     | 30 juillet 2006   |                                   | Ngor                 |       |
| Lancer du javelot    | 79,30 m | Bouna Diop                                                                       | 6 juillet 1997    |                                   | Fort-de-France       |       |
| Décathlon            | 7 211 pts | Maba Ndiaye                                                                      | 12-13 août 2000   |                                   | Val-de-Reuil         |       |
| Décathlon            | 10 s 96 (100 m), 7,23 m (longueur), 12,12 m (poids), 2,00 m (hauteur), 50 s 11 (400 m) / 14 s 22 (110 m haies), 38,25 m (disque), 3,85 m (perche), 46,26 m (javelot), 4 min 49 s 75 (1 500 m) |                                                                                  |                   |                                   |                      |       |
| 20 km marche (route) | |                                                                                  |                   |                                   |                      |       |
| 50 km marche (route) | |                                                                                  |                   |                                   |                      |       |
| 4 × 100 m            | 39 s 36 | Équipe nationale Oumar Loum Seydou Loum Amadou Mbagnick Mbaye Charles-Louis Seck | 15 juillet 1992   | Meeting Nikaïa                    | Nice                 |       |
| 4 × 400 m            | 3 min 00 s 64 | Équipe nationale Moustapha Diarra Aboubakry Dia Hachim Ndiaye Ibou Faye          | 3 août 1996       | Jeux olympiques                   | Atlanta              |       |

### Femmes
| Épreuve              | Record | Athlète                                                                          | Date              | Compétition                  | Lieu              | Réf.   |
| -------------------- | --- | -------------------------------------------------------------------------------- | ----------------- | ---------------------------- | ----------------- | ------ |
| 100 m                | 11 s 24 (+1,5 m/s) | Aminata Diouf                                                                    | 15 août 1999      | Résisprint                   | La Chaux-de-Fonds |        |
| 200 m                | 22 s 64 (+1,0 m/s) | Aïda Diop                                                                        | 1er juillet 2000  |                              | Mexico            |        |
| 400 m                | 49 s 86 | Amy Mbacke Thiam                                                                 | 7 août 2001       | Championnats du monde        | Edmonton          | [ 6 ]  |
| 800 m                | 2 min 06 s 82 | Fatoumata Diop                                                                   | 19 juillet 2017   |                              | Liège             |        |
| 1 000 m              | 2 min 53 s 27 | Raïssa Laval                                                                     | 13 septembre 2014 |                              | Poitiers          |        |
| 1 500 m              | 4 min 20 s 03 | Raïssa Laval                                                                     | 26 juin 2016      | Championnats de France       | Angers            | [ 7 ]  |
| 3 000 m              | 10 min 7 s 31 | Mame Daba Mbengue                                                                | 18 juin 2016      | Championnats d'Italie cadets | Jesolo            | [ 8 ]  |
| 5 000 m              | 17 min 38 s 47 | Adama Barry Bâ                                                                   | 19 juillet 2019   |                              | Dakar             |        |
| Semi-marathon        | 1 h 33 min 59 s | Therese Maheza Anaming                                                           | 14 février 2016   |                              | Dakar             | [ 9 ]  |
| Marathon             | 3 h 42 min 59 s | Elise Gaschi Kandji                                                              | 14 février 2016   |                              | Dakar             | [ 10 ] |
| 100 m haies          | 12 s 94 (+1.4 m/s) | Mame Tacko Diouf                                                                 | 6 mai 2000        |                              | Dakar             |        |
| 400 m haies          | 54 s 75 | Mame Tacko Diouf                                                                 | 16 juin 1999      | Athens Grand Prix            | Athènes           |        |
| 3 000 m steeple      | 11 min 06 s 74 | Ramata Thiam                                                                     | 20 juillet 2003   |                              | Reims             |        |
| Saut en hauteur      | 1,83 m | Constance Senghor                                                                | 27 mai 1984       |                              | Dakar             |        |
| Saut à la perche     | 3,71 m | Fatoumata Gnacko                                                                 | 26 juin 2013      |                              | Aulnay-sous-bois  | [ 11 ] |
| Saut en longueur     | 6,64 m (+0,3 m/s) | Kéné Ndoye                                                                       | 16 juillet 2004   | Championnats d'Afrique       | Brazzaville       |        |
| Triple saut          | 15,00 m (+1,2 m/s) | Kéné Ndoye                                                                       | 4 juillet 2004    |                              | Héraklion         |        |
| Lancer du poids      | 13,10 m | Nafissatou Mboup                                                                 | 8 mai 1998        |                              | Mâcon             |        |
| Lancer du disque     | 51,62 m | Ndoumbé Gaye                                                                     | 24 juin 2000      | Championnats de Hesse        | Wiesbaden         | [ 12 ] |
| Lancer du marteau    | 69,70 m (AR) | Amy Sène                                                                         | 25 mai 2014       |                              | Forbach           | [ 13 ] |
| Lancer du javelot    | 51,05 m | Florence Corréa                                                                  | 24 mai 2010       |                              | Limburgerhof      |        |
| Heptathlon           | 5 094 pts | Paulette Mendy                                                                   | 21–22 juin 2003   |                              | Évian-les-Bains   |        |
| Heptathlon           | 14 s 74 (100 m haies), 1,60 m (hauteur), 10,17 m (poids), 25 s 03 (200 m) / 5,78 m (longueur), 33,98 m (javelot), 2 min 27 s 73 (800 m) |                                                                                  |                   |                              |                   |        |
| 20 km marche (route) | |                                                                                  |                   |                              |                   |        |
| 4 × 100 m            | 44 s 59 | Équipe nationale Seynabou Ndiaye Amy Mbacke Thiam Mame Tacko Diouf Aminata Diouf | 20 août 1998      | Championnats d'Afrique       | Dakar             |        |
| 4 × 400 m            | 3 min 28 s 02 | Équipe nationale Aïda Diop Mame Tacko Diouf Aminata Diouf Amy Mbacke Thiam       | 29 septembre 2000 | Jeux olympiques              | Sydney            |        |